# Ryōko Hirosue
Ryōko Hirosue (広末涼子, Hirosue Ryōko) (Kōchi, 18 de juliol de 1980) és una cantant i actriu japonesa, que va ser cantant a la dècada de 1990.

## Biografia
Ryōko Hirosue va començar la seva carrera l'any 1994 als 14 anys amb un anunci per a la marca Clearasil després de guanyar el gran premi al concurs Pika Pika Face Contest (ぴかぴかフェイスコンテスト) ("Shiny Face"). Ràpidament es va convertir en una ídol japonès popular, interpretant en drama a partir de 1996 i al cinema l'any següent i va publicar simultàniament uns deu discos en solitari entre 1997 i 2000, a més d'algunes recopilacions posteriors.
Va estudiar a la Universitat de Waseda però no va acabar els seus estudis. El 2000 va participar en Himitsu de Yojiro Takita, paper que li va valdre el Premi a la millor actriu del XXXIII Festival Internacional de Cinema Fantàstic de Catalunya.
El 2001, Ryōko Hirosue es va donar a conèixer a Occident interpretant el paper de Yumi (la filla d'Hubert, interpretada per Jean Reno) a la pel·lícula francesa Wasabi: El tracte brut de la màfia, per al qual va haver d'aprendre francès fonètic, i actuar sense doblatge; per les línies en francès, va aprendre els textos de memòria gràcies als minidiscs que el productor i guionista Luc Besson li havia preparat. També va protagonitzar la pel·lícula de 2008 Okuribito de Yojiro Takita, guanyadora el 2009 de l'Oscar a la millor pel·lícula de parla no anglesa.
Ryōko Hirosue es va casar amb el dibuixant Takahiro Okazawa el 23 de desembre de 2003 mentre ja estava en el seu 5è mes d'embaràs. Va donar a llum un nen el 10 d'abril de 2004. El març de 2008 va anunciar el seu divorci, tot i que des del 2006 havien aparegut rumors de separació. L'octubre de 2010 va anunciar que s'havia tornat a casar amb una artista japonesa sobrenomenada "Candle June", a qui va conèixer el març de 2010 durant una reunió benèfica pels supervivents del terratrèmol a Haití. El 23 de novembre de 2010 va anunciar que estava embarassada per segon cop.

## Discografia
Àlbums
- Arigato (19/11/1997)
- Winter Gift 98 (31/10/1998, miniàlbum)
- Private (17/01/1999)

Compilations, live
- RH Debut Tour 1999 (7/1/1999, live)
- RH Singles &... (11/1/1999)
- Super Idol Series (Fukada Kyoko vs Hirosue Ryoko) (6/1/2000)
- RH Remix (8/29/2001)
- Hirosue Ryoko Perfect Collection (2/27/2002)

## Filmografia
Cinema
- 1997: 20-seiki nosutarujia de Masato Hara.
- 1999: Poppoya de Yasuo Furuhata.
- 1999: Himitsu de Yōjirō Takita.
- 2000: Zawa-zawa Shimokita-sawa, de Jun Ichikawa.
- 2001: Wasabi: El tracte brut de la màfia, de Luc Besson.
- 2002: Jam Films, de Shunji Iwai (part Arita).
- 2003: Collage of Our Life, de Yukihiko Tsutsumi.
- 2004: Hana to Alice de Shunji Iwai.
- 2008: Okuribito, de Yōjirō Takita.
- 2009: Goemon, de Kazuaki Kiriya.
- 2009 : Viyon no Tsuma de Kichitaro Negishi
- 2009 : Zero no shōten ゼロの焦点, de Isshin Inudō
- 2010 : Flowers, de Norihiro Koizumi
- 2012 : Love Masao-kun ga Iku, de Kentaro Otani
- 2012 : Kagi Dorobō no Method, de Kenji Uchida
- 2013 : Sakura : Futatabi no Kanako, de Minoru Kurimura
- 2014 : Zakurozaka no Adauchi, de Setsurō Wakamatsu
- 2014 : Omoinokoshi, de Yuichiro Hirakawa
- 2015 : Hana-chan no Misoshiru, de Tomoaki Akune
- 2017 : Mixed Doubles, de Junichi Ishikawa
- 2018 : Owatta Hito, de Hideo Nakata
- 2018 : Love x Doc, de Osamu Suzuki
- 2020 : We Make Antiques! Kyoto Rendezvous, de Masaharu Take
- 2020 : Step, de Ken Iizuka

Sèries de televisió
- 1996: Shouta no sushi, de Yūichi Satō.
- 1996: Long Vacation, de Kozo Nagayama, Masayuki Suzuki i Yūji Usui.
- 1997: Sōri to yobanai de.
- 1997: Beach Boys, de Reiko Ishizaka i Kensaku Sawada.
- 1998: When the Saints Go Marching In (Seija no kōshin), de Ken Yoshida.
- 1999: Lipstick, de Kōzō Nagayama i Kensaku Sawada.
- 2000: Summer snow, de Tamaki Endou, Shunichi Hirano i Hiroshi Matsubara.
- 2000: Oyajii, de Osamu Katayama i Akio Yoshida.
- 2001: Dekichatta kekkon, de Hideki Takeuchi.
- 2002: Ai nante iranee yo, natsu, de Natsuki Imai, Hiroshi Matsubara i Yukihiko Tsutsumi.
- 2003: Moto kare
- 2008: Yasuko to Kenji

Telefilms
- 1997: Boku ga boku de aru tameni
- 1997: Beach Boys Special
- 1997: Odoru daisosasen - Nenmatsu tokubetsu keikai Special, de Katsuyuki Motohiro.